# جين قاي غراتون
جين قاي غراتون هو لاعب هوكي الجليد كندي، ولد في 8 مارس 1949 في سانت آن دي بلين في كندا.

## وصلات خارجية
- جين قاي غراتون على موقع EliteProspects.com (الإنجليزية)
- جين قاي غراتون على موقع HockeyDB.com (الإنجليزية)
- جين قاي غراتون على موقع Hockey-Reference.com (الإنجليزية)